# اولپا
اولپا (به انگلیسی: Ulpha) یک روستا و محله مدنی در بریتانیا است که در Copeland واقع شده‌است.